# Sojuz-11A511U2-0
Sojuz-11A511U2-0 – dopalacz na paliwo ciekłe przeznaczony dla rakiet Sojuz-U2.